# Martin Kukučín
Matej Bencúr, más conocido como Martin Kukučín (Jasenová, 17 de mayo de 1860-Pakrac, 21 de mayo de 1928), fue un escritor, dramaturgo y publicista eslovaco. Fue el representante más notable del realismo literario eslovaco y considerado uno de los fundadores de la prosa eslovaca moderna. 

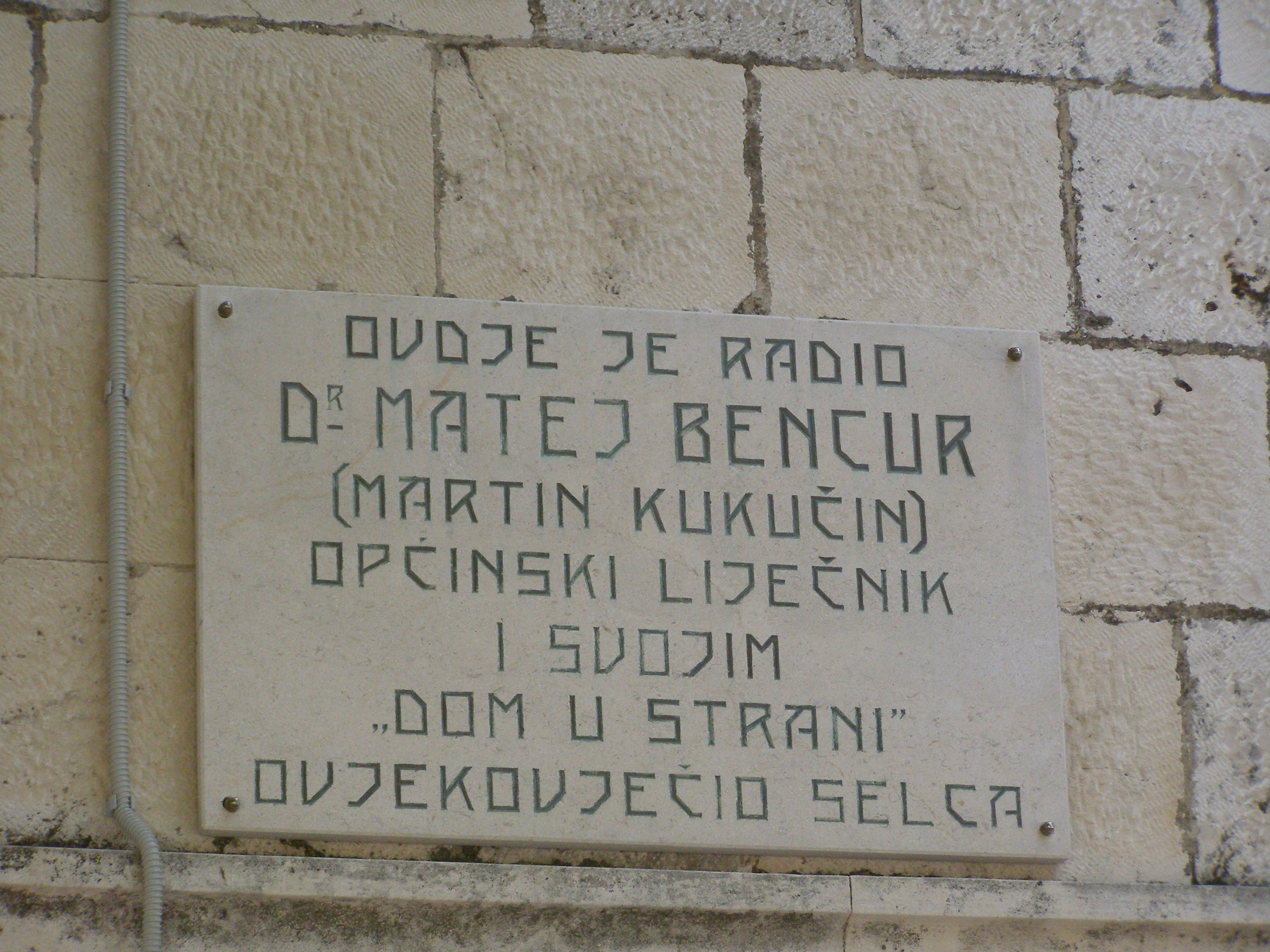
Placa conmemorativa en Selca, Croacia, en la que fue su casa (actualmente el Hotel de la Ciudad) y donde escribió su novela "Una casa sobre la colina".

## Vida
Nació en una familia campesina, hijo de Ján Bencúr Juriš y de Zuzana Pašková, tuvo dos hermanos y una hermana. 
Educado en la escuela secundaria eslovaca en Revúca, Martin, Banská Bystrica y Kežmarok, acabó su educación en Sopron. Aunque quiso estudiar en la facultad de teología de Bratislava, debido a la atmósfera anti-eslovaca que prevalecía en aquel momento, eligió estudiar medicina en Praga.
Después de graduarse y de terminar su internado en Bratislava, Innsbruck y Viena, intentó sin éxito encontrar empleo en Eslovaquia. Comenzó a trabajar como doctor en 1893 en la aldea de Selca, ubicada en la isla Brač (Croacia), donde también fue un miembro activo de la sociedad cultural Hrvatski Sastanak, de la que fue director societal en 1904. Entre 1896 y 1897, intentó sin éxito volver a Eslovaquia.
En 1904, se casó con Perica Didolić, con quien se fue en 1908 a Punta Arenas (Chile), donde había una gran comunidad de croatas. Durante el periodo 1922-1924, vivió otra vez en Eslovaquia (Checoslovaquia en aquel momento); después se trasladó a Croacia en 1924-1925 y volvió a Chile en 1925. En 1926, se radicó en Lipik, una ciudad balneario en Yugoslavia, donde murió en 1928. Enterrado temporalmente en Zagreb, fue inhumado finalmente en el cementerio nacional en Martin en octubre de 1928.

## Obra

### Prosa
- 1883 - Na hradskej ceste
- 1885 - Rysavá jalovica
- 1886 - Neprebudený
- 1890 - Keď báčik z Chochoľova umrie
- 1891 - Na podkonickom bále
- 1892 - Koniec a začiatok
- 1892 - Dve cesty
- 1893 - Dies irae
- 1898 - V Dalmácii a na Čiernej Hore, narración de un viaje
- 1899 - Hody
- 1911/1912 - Dom v stráni, la novela ocurre en Brač
- 1922 - Črty z ciest. Prechádzky po Patagónii, narración de un viaje
- 1922 - Mladé letá, memorias sobre sus años del estudiante
- 1926 - Mať volá, novela sobre emigrantes croatas en Chile
- 1929 - Bohumil Valizlosť Zábor, novela histórica
- 1929 - Lukáš Blahosej Krasoň, novela histórica
- 1930 - Košútky. Klbká. Rozmarínový mládnik
- Čas tratí - čas platí
- Máje, poviedka
- Pán majster Obšíval
- Na jarmok
- Na Ondreja
- Hajtman, poviedka
- Obecné trampoty
- Z teplého hniezda
- Veľkou lyžicou
- Panský hájnik
- O Michale
- Na svitaní
- Ako sa kopú poklady
- Pozor na čižmy
- Sviatočné dumy
- Tri roje cez deň
- Svadba
- Parník
- Štedrý deň

### Drama
- 1907 - Komasácia
- 1922 - Bacuchovie dvor
- 1924 - Obeta